# 三堡乡 (天峨县)
三堡乡，是中华人民共和国广西壮族自治区河池市天峨县下辖的一个乡镇级行政单位。

## 行政区划
三堡乡下辖以下地区：
三堡村、拉马村、甲板村、纳沙村、纳关村、顶茂村、塘袍村和顶换村。